# Pereza
Pereza ist eine spanische Rock-Band aus Madrid.

## Geschichte
Im Jahr 2001 schlossen sich die drei Musiker Leiva, Rubén und Tuli, die bereits in anderen Bands Erfahrung im Musikgeschäft gesammelt hatten, zusammen. Schlagzeuger Tuli hat die Band mittlerweile verlassen, so dass Gitarrist Rubén und Bassist Leiva nur noch ein Duo bilden.
2006 veröffentlichten sie in Zusammenarbeit mit anderen spanischen Musikern wie Amaral und Iván Ferreiro mit Los Amigos de los Animales  eine CD mit Neuaufnahmen ihrer bisherigen Hits.

## Diskografie

### Studioalben
- 2001: Pereza
- 2003: Algo para cantar (ES: Gold)

| Jahr | Titel                      | Höchstplatzierung, Gesamtwochen, AuszeichnungChartsChartplatzierungen (Jahr, Titel, Platzierungen, Wochen, Auszeichnungen, Anmerkungen) | Anmerkungen                           |
| Jahr | Titel                      | ES | Anmerkungen                           |
| ---- | -------------------------- | --- | ------------------------------------- |
| 2005 | Animales                   | ES18 ×2Doppelplatin · (44 Wo.)ES | Erstveröffentlichung: 7. April 2005   |
| 2006 | Los amigos de los animales | ES4 Gold · (11 Wo.)ES | Erstveröffentlichung: 3. Juli 2006    |
| 2006 | Aproximaciones             | ES1 Gold · (64 Wo.)ES |                                       |
| 2009 | Aviones                    | ES1 Platin · (58 Wo.)ES | Erstveröffentlichung: 25. August 2009 |
| 2009 | Baires                     | ES5 (12 Wo.)ES |                                       |

### Singles
| Jahr | Titel Album           | Höchstplatzierung, Gesamtwochen, AuszeichnungChartsChartplatzierungen (Jahr, Titel, Album, Platzierungen, Wochen, Auszeichnungen, Anmerkungen) | Anmerkungen |
| Jahr | Titel Album           | ES | Anmerkungen |
| ---- | --------------------- | --- | ----------- |
| 2009 | Violento amor Aviones | ES38 (6 Wo.)ES |             |

Weitere Singles
- 2002: Pienso En Aquella Tarde (ES: ×2Doppelplatin )
- 2005: Princesas (ES: ×6Sechsfachplatin )
- 2005: Que Alegria Mas Tonta (ES: Gold)
- 2005: Todo (ES: Platin)
- 2005: Como lo tienes tú (ES: Gold)
- 2007: Estrella Polar (ES: Platin)
- 2007: Por Mi Tripa (ES: Gold)
- 2009: Lady Madrid (ES: ×4Vierfachplatin )
- 2009: Amelie (ES: Gold)

### Videoalben
- 2006: Barcelona (ES: Gold)